# Jacque Vaughn
Pour les articles homonymes, voir Vaughn.
Jacque Vaughn, né le 11 février 1975 à Los Angeles, en Californie est un joueur puis entraîneur américain de basket-ball.

## Carrière professionnelle
Il est sélectionné en 27e choix lors de la draft 1997 de la NBA par le Jazz de l'Utah. Il joue douze saisons en National Basketball Association (NBA), remportant le titre de la saison 2006-2007 avec les Spurs de San Antonio.

### Statistiques

#### Saison régulière
| Champion NBA |

| Saison    | Équipe      | Matchs | Titul. | Min./m | % Tir | % 3pts | % LF | Rbds/m. | Pass/m. | Int/m. | Ctr/m. | Pts/m. |
| --------- | ----------- | ------ | ------ | ------ | ----- | ------ | ---- | ------- | ------- | ------ | ------ | ------ |
| 1997-1998 | Utah        | 45     | 0      | 9,3    | ,361  | ,375   | ,706 | ,8      | 1,9     | ,2     | ,0     | 3,1    |
| 1998-1999 | Utah        | 19     | 0      | 4,6    | ,367  | ,250   | ,833 | ,6      | ,6      | ,3     | ,0     | 2,3    |
| 1999-2000 | Utah        | 78     | 0      | 11,3   | ,416  | ,412   | ,750 | ,8      | 1,6     | ,4     | ,0     | 3,7    |
| 2000-2001 | Utah        | 82     | 0      | 19,8   | ,433  | ,385   | ,780 | 1,8     | 3,9     | ,6     | ,0     | 6,1    |
| 2001-2002 | Atlanta     | 82     | 16     | 22,6   | ,470  | ,444   | ,825 | 2,0     | 4,3     | ,8     | ,0     | 6,6    |
| 2002-2003 | Orlando     | 80     | 48     | 21,1   | ,448  | ,235   | ,776 | 1,5     | 2,9     | ,8     | ,0     | 5,9    |
| 2003-2004 | Atlanta     | 71     | 6      | 17,9   | ,386  | ,150   | ,779 | 1,6     | 2,7     | ,6     | ,0     | 3,8    |
| 2004-2005 | New Jersey  | 71     | 34     | 19,9   | ,449  | ,333   | ,835 | 1,5     | 1,9     | ,6     | ,0     | 5,3    |
| 2005-2006 | New Jersey  | 80     | 6      | 15,4   | ,437  | ,167   | ,728 | 1,1     | 1,5     | ,5     | ,0     | 3,4    |
| 2006-2007 | San Antonio | 64     | 4      | 11,9   | ,425  | ,500   | ,754 | 1,1     | 2,0     | ,4     | ,0     | 3,0    |
| 2007-2008 | San Antonio | 74     | 9      | 15,4   | ,428  | ,300   | ,763 | 1,0     | 2,1     | ,3     | ,0     | 4,1    |
| 2008-2009 | San Antonio | 30     | 0      | 9,7    | ,320  | 1,000  | ,889 | ,7      | 1,8     | ,2     | ,0     | 2,2    |
| Carrière  | Carrière    | 776    | 123    | 16,3   | ,429  | ,352   | ,779 | 1,3     | 2,5     | ,5     | ,0     | 4,5    |

#### Playoffs
| Saison   | Équipe      | Matchs | Titul. | Min./m | % Tir | % 3pts | % LF  | Rbds/m. | Pass/m. | Int/m. | Ctr/m. | Pts/m. |
| -------- | ----------- | ------ | ------ | ------ | ----- | ------ | ----- | ------- | ------- | ------ | ------ | ------ |
| 1998     | Utah        | 7      | 0      | 3.4    | .200  | .500   | 1.000 | .4      | .6      | .0     | .0     | 1.0    |
| 1999     | Utah        | 2      | 0      | 3.0    | .500  | 1.000  | —     | .0      | 1.0     | .0     | .0     | 1.5    |
| 2000     | Utah        | 7      | 0      | 9.6    | .357  | .500   | .875  | 1.7     | 1.6     | .6     | .1     | 4.0    |
| 2001     | Utah        | 5      | 0      | 11.4   | .100  | .500   | —     | .4      | 1.6     | .0     | .2     | .6     |
| 2003     | Orlando     | 7      | 6      | 18.7   | .364  | .000   | .769  | .9      | 3.6     | .6     | .1     | 4.9    |
| 2006     | New Jersey  | 11     | 0      | 14.5   | .364  | .000   | .571  | 1.0     | 1.1     | .2     | .0     | 2.5    |
| 2007     | San Antonio | 20     | 0      | 10.4   | .400  | —      | .500  | .5      | 1.4     | .2     | .0     | 2.2    |
| 2008     | San Antonio | 14     | 0      | 6.5    | .273  | .000   | —     | .6      | .6      | .1     | .0     | .9     |
| 2009     | San Antonio | 2      | 0      | 10.5   | .400  | —      | .500  | .0      | 2.0     | .5     | .0     | 3.5    |
| Carrière | Carrière    | 75     | 6      | 10.2   | .342  | .400   | .690  | .7      | 1.4     | .2     | .0     | 2.2    |

## Carrière d'entraîneur
Il est nommé entraîneur adjoint des Spurs de San Antonio le 24 septembre 2010.
Le 29 juillet 2012, il est officiellement nommé entraîneur du Magic d'Orlando. C'est sa première expérience en tant qu'entraîneur principal. En 2014, il est confirmé dans son poste, Orlando prolongeant son contrat jusqu'au terme de la saison 2015-2016.
Le 5 février 2015, après dix défaites consécutives, il est démis de ses fonctions d'entraîneur du Magic.
Après avoir été entraineur adjoint pour les Nets de Brooklyn depuis la saison 2016-2017, il est promu entraineur en chef de l'équipe en mars 2020 à la suite du départ de Kenny Atkinson. Il est remplacé par Steve Nash le 3 septembre 2020. Vaughn reste aux Nets comme entraîneur adjoint.
Après un début de saison 2022-2023 difficile (2 victoires en 7 rencontres), Nash est démis de ses fonctions début novembre et remplacé à titre intérimaire par Vaughn. Vaughn est peu après nommé entraîneur titulaire et prolongé jusqu'en 2024,.
En février 2024, Jacque Vaughn est licencié après que les Nets aient perdu 18 de leurs dernières 24 rencontres. Il est remplacé par Kevin Ollie à titre intérimaire,,.

### Statistiques en tant qu'entraîneur
| Participation en playoffs |

| Équipe   | Année     | Saison régulière | Saison régulière | Saison régulière | Saison régulière | Saison régulière          | Playoffs | Playoffs  | Playoffs | Playoffs | Playoffs                                                 |
| Équipe   | Année     | Matchs           | Victoires        | Défaites         | %                | Classement                | Matchs   | Victoires | Défaites | %        | Résultat                                                 |
| -------- | --------- | ---------------- | ---------------- | ---------------- | ---------------- | ------------------------- | -------- | --------- | -------- | -------- | -------------------------------------------------------- |
| Orlando  | 2012-2013 | 82               | 20               | 62               | 24,4             | 5e en division Sud-Est    | -        | -         | -        | -        | Pas de playoffs                                          |
| Orlando  | 2013-2014 | 82               | 23               | 59               | 28,0             | 5e en division Sud-Est    | -        | -         | -        | -        | Pas de playoffs                                          |
| Orlando  | 2014-2015 | 52               | 15               | 37               | 28,8             | Limogé                    | -        | -         | -        | -        | -                                                        |
| Brooklyn | 2019-2020 | 10               | 7                | 3                | 70,0             | 4e en division Atlantique | 4        | 0         | 4        | 0,0      | Défaite contre les Raptors de Toronto au premier tour    |
| Brooklyn | 2022-2023 | 75               | 43               | 32               | 57,3             | 4e en division Atlantique | 4        | 0         | 4        | 0,0      | Défaite contre les 76ers de Philadelphie au premier tour |
| Brooklyn | 2023-2024 | 54               | 21               | 33               | 38,9             | Limogé                    | -        | -         | -        | -        | -                                                        |
| Total    | Total     | 355              | 129              | 226              | 36,3             |                           | 8        | 0         | 8        | -        |                                                          |